# 国会 (ベトナム)
国会（こっかい、ベトナム語：Quốc hội nước Cộng hòa xã hội chủ nghĩa Việt Nam / 國會𫭔共和社會主義越南、英語: National Assembly of the Socialist Republic of Vietnam）は、ベトナム社会主義共和国の立法府である。

## 概要
- 設置年：1979年
- 任期：5年（解散あり）
- 定数：500人
- 選挙制度：
  - 500人: 単記非移譲式投票（1選挙区あたり最大3人）

憲法第69条によれば「人民の最高の代表機関であり，ベトナム社会主義共和国の最高の国家権力機関である」とされており、続く第70条では憲法制定権、立法権および国家主席・首相などを選出する権限を有すると規定されている。
ベトナム共産党を中心とする統一戦線組織であるベトナム祖国戦線が候補を選任し、3人以下の複数候補から投票する形式である。
ベトナムは社会主義国であるが、国会の選挙方法はかつての東欧の社会主義国の議会選挙や朝鮮民主主義人民共和国の最高人民会議の選挙のように候補者や政党が選択できない形式的な選挙や、中華人民共和国の全国人民代表大会のようにそもそも国民の直接選挙を経ない代表選出方法とは異なっている。ただし前述のように祖国戦線が候補者の選定に関与しているため、反政府的な人物は事実上立候補できない。
1986年のドイモイによる改革が始まるまでの国会は完全に形骸化しており、議員は予めチェックされた原稿を読み上げるだけであったが、ドイモイ以降は国会での議論が活発化し、法案が否決になるケースも出てきている。しかし、基本的には共産党の決定を追認する、いわゆる「ラバースタンプ」型の議会である。
国会の閉会期間中は国会から選出される常務委員会が国会の権限を代行する。これは他の社会主義国と同様である。

## 総選挙
- 第12期国会議員選挙
  - 2007年5月20日実施
  - 選挙結果: ベトナム共産党450、非政党員（共産党推薦）42、無所属1人
- 第13期国会議員選挙
  - 2011年5月22日実施
  - 選挙結果: ベトナム共産党458、非政党員42[4]
- 第14期国会議員選挙（英語版）
  - 2016年5月22日実施
  - 選挙結果: ベトナム共産党483、非政党員21
- 第15期国会議員選挙（英語版）
  - 2021年5月23日実施
  - 選挙結果: ベトナム共産党485、非政党員14、欠員1

## 国会議長一覧
国会議長は共産党の最高職である党中央委員会書記長（最高指導者）、国家元首である国家主席らと共に、国家の「四柱」と数えられる。権限は国会の主宰を行う他に、他国の議会との外交や閉会中の機関である常務委員会の監督権を保持する。
| 任期                          | 氏名                     | 備考                                                      |
| ----------------------------- | ------------------------ | --------------------------------------------------------- |
| 1946年3月2日 - 1946年11月8日  | グエン・ヴァン・トー     | ベトナム民主共和国国会常務委員会議長                      |
| 1946年 - 1955年               | ブイ・バン・ゾアン       | ベトナム民主共和国国会常務委員会議長                      |
| 1955年 - 1960年               | トン・ドゥック・タン     | ベトナム民主共和国国会常務委員会議長                      |
| 1960年 - 1981年               | チュオン・チン           | ベトナム民主共和国国会常務委員会議長、ベトナム国会議長    |
| 1981年 - 1987年               | グエン・フー・ト         | ベトナム国会議長                                          |
| 1987年 - 1992年               | レ・クアン・ダオ         | ベトナム国会議長                                          |
| 1992年 - 2001年               | ノン・ドゥック・マイン   | ベトナム国会議長                                          |
| 2001年 - 2006年               | グエン・ヴァン・アン     | ベトナム国会議長                                          |
| 2006年 - 2011年               | グエン・フー・チョン     | ベトナム国会議長                                          |
| 2011年 - 2016年               | グエン・シン・フン       | ベトナム国会議長                                          |
| 2016年3月31日 - 2021年3月30日 | グエン・ティ・キム・ガン | 女性初のベトナム国会議長                                  |
| 2021年3月31日 - 2024年5月2日  | ヴオン・ディン・フエ     | ベトナム国会議長                                          |
| 2024年5月2日 - （現職）       | チャン・タイン・マン     | 副議長による議長代行、後にベトナム国会議長（5月20日就任） |

## 参考・外部リンク
- CỔNG THÔNG TIN ĐIỆN TỬ QUỐC HỘI VIỆT NAM（公式ホームページ。ベトナム語）
- IPU（英語）